# 横浜南部市場

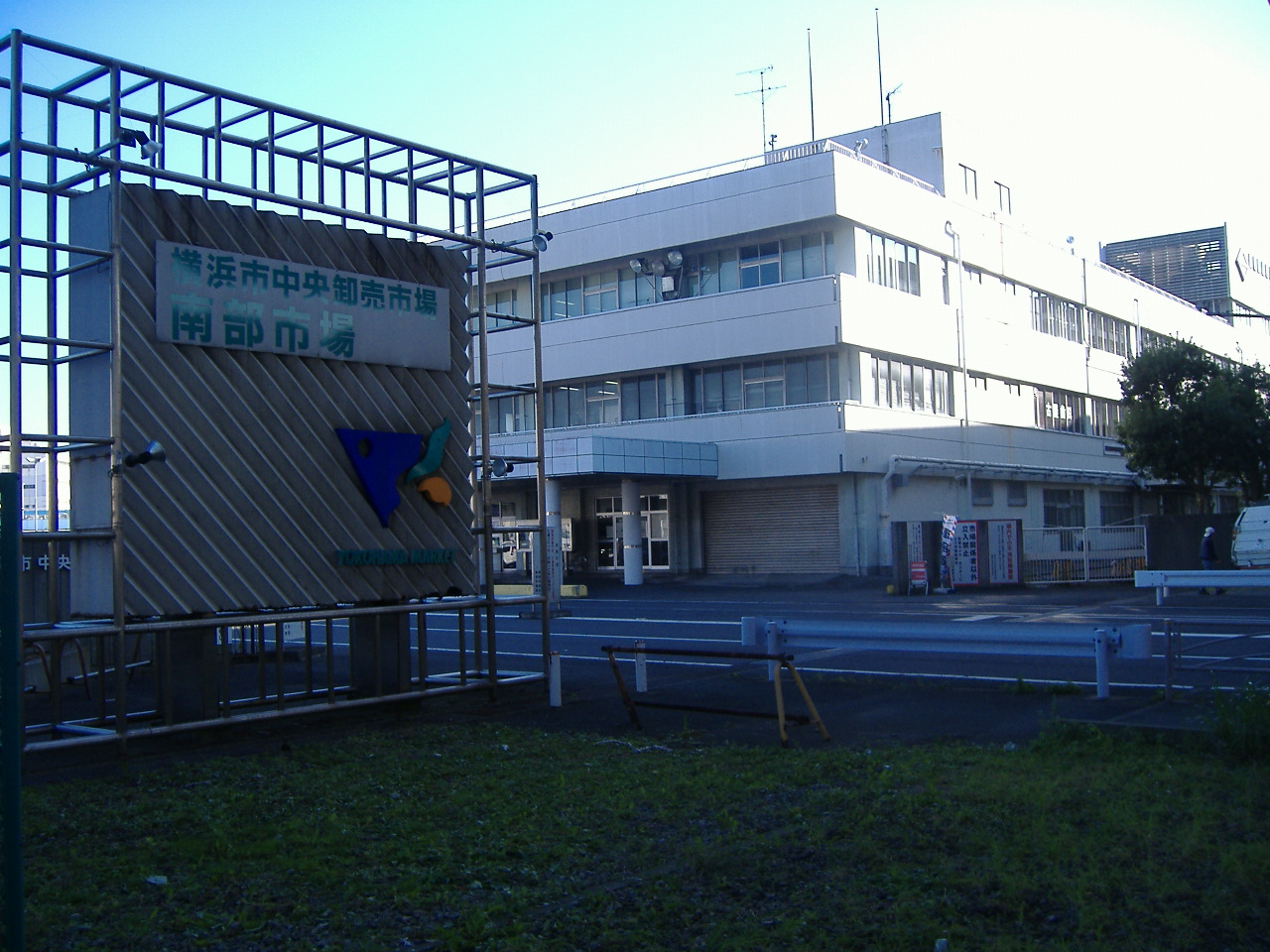
南部市場正門付近（中央卸売市場時代）

横浜南部市場（よこはまなんぶしじょう）は、神奈川県横浜市金沢区鳥浜町1-1にある市場。民営の花き地方卸売市場横浜南部（後節参照）を併設する。
2015年（平成27年）3月31日までは横浜市が管理・設置する横浜市中央卸売市場南部市場であったが、現在は管理民営化されている。

## 概要
横浜市中央卸売市場南部市場は、横浜市を中心とする地域住民（湘南方面・三浦半島）のための流通拠点として「卸売市場法」に基づき、1973年（昭和48年）に開設された。1987年（昭和62年）には全国で初めて市場に面した海から海水をくみ上げて利用する「活魚用海水供給施設」が造られた。
2010年（平成22年）、横浜市経済局から2014年（平成26年）度までに南部市場を本場に統合する中央卸売市場の再編計画が発表された。2013年（平成25年）2月に公表された進捗状況では、計画通り2014年度末までに南部市場を中央卸売市場としては廃止し、本場の一部整備を完了するが、統合に伴う本場全体の整備完了および供用開始は2016年（平成28年）度になるとしていた。このスケジュール通り南部市場は2015年（平成27年）3月末で廃止となり、本場に統合された（詳細は横浜市中央卸売市場#統合・再編計画を参照）。
中央卸売市場として廃止後の活用については、「本場を補完する加工・配送および流通の場」とする他、「賑わいを創出するエリア」として跡地の一部を整備する方針が示され、「食」に関連した集客施設「ブランチ (BRANCH) 横浜南部市場」が2019年（令和元年）9月20日に開業した。また、花き部は民営地方卸売市場「花き地方卸売市場横浜南部」として開場している（後節参照）。

## 施設
民営化後の主な施設
- 食の専門店街[11]
- ブランチ横浜南部市場[10]

中央卸売市場廃止以前の施設概要
（敷地総面積：168,227m2）
- 水産物部
- 青果部
- 花き部
- 冷蔵庫棟
- バナナ発酵室
- 関連商品売場（関連棟）
- 食品衛生検査所

## 花き地方卸売市場横浜南部
花き地方卸売市場横浜南部（かきちほうおろしうりしじょうよこはまなんぶ）は、横浜市中央花き卸売協同組合が運営する花きの地方卸売市場。2015年（平成27年）4月1日に横浜南部市場に併設される形で設置された。

## イベント
中央卸売市場の頃（廃止以前）に開催されていたイベント
- 横浜南部市場まつり（毎年10月に開催）
雨天決行・入場無料。本場の「横浜市場まつり」と同時開催されていた。

民営化後に開催されているイベント
- 横浜南部市場大感謝祭（毎年10月〜11月頃に開催）[14]
民営化後も「横浜南部市場まつり」を引き継ぐイベントとして、「横浜南部市場大感謝祭」が開催されている。
2015年11月29日に第1回目となる「大感謝祭」を開催[15]、翌2016年の第2回は10月30日の開催となった[16]。

## アクセス

### 鉄道
- 金沢シーサイドライン（南部市場駅）

### バス
- 横浜市営バス（南部市場前）

### 車
- 国道357号
- 首都高速湾岸線（杉田出入口）